# Horowatka (rejon postawski)
Horowatka – dawny folwark. Tereny, na których leżał, znajdują się obecnie na Białorusi, w obwodzie witebskim, w rejonie postawskim, w sielsowiecie Duniłowicze.

## Historia
W czasach zaborów w granicach Imperium Rosyjskiego.
W dwudziestoleciu międzywojennym folwark leżał w Polsce, w województwie wileńskim, w powiecie duniłowickim (od 1926 postawskim), w gminie Duniłowicze.
Według Powszechnego Spisu Ludności z 1921 roku zamieszkiwało tu 38 osób, 36 były wyznania rzymskokatolickiego, a 2 prawosławnego. Jednocześnie 22 mieszkańców zadeklarowało polską przynależność narodową, a 16 białoruskiego. Były tu 4 budynki mieszkalne. W 1931 w 4 domach zamieszkiwały 23 osoby.
Miejscowość należała do parafii rzymskokatolickiej w Duniłowiczach. Podlegała pod Sąd Grodzki w Duniłowiczach i Okręgowy w Wilnie; właściwy urząd pocztowy mieścił się w Duniłowiczach.
W 1938 roku folwark należał do gromady Pachowszczyzna gminy Duniłowicze.